# Cyclocross Otegem
De Cyclocross Otegem (officiële naam: Internationale Betafence Cyclocross) is een veldrit die jaarlijks wordt georganiseerd in het Belgische Otegem. De veldrit wordt traditioneel de dag na het Belgisch kampioenschap gereden. In de volksmond wordt het ook wel het Kampioenschap van West-Vlaanderen genoemd. 
De cyclocross van Otegem heeft in de loop der jaren diverse namen gehad. In het verre verleden was de naam van deze wedstrijd jarenlang de Weversmisdagcross. Indertijd werd deze cross namelijk ieder jaar verreden op de katholieke feestdag weversmisdag (of "verloren maandag"; de eerste maandag na Driekoningen). Een andere naam die deze veldrit later jarenlang droeg was de Grote Prijs Jozef Defoor (1999-2009). De fabrikant van meubelstoffen, Jozef Defoor, was namelijk in die periode de belangrijkste sponsor van dit evenement. Vanaf 2010 is de officiële naam van de veldrit in Otegem de (Internationale) Betafence Cyclocross, aangezien Betafence Hekwerken de hoofdsponsor is.

## Herkansingswedstrijd
Een interessant aspect aan de veldrit van Otegem is, dat men op een gegeven moment heeft besloten om deze wedstrijd voortaan altijd op de maandag na het Belgisch kampioenschap veldrijden te organiseren. Hierdoor kreeg de wedstrijd de status van 'Herkansingswedstrijd van het BK cyclocross'. Voor renners die om de één of andere reden een teleurstellende wedstrijd hebben gereden tijdens het Belgisch kampioenschap, is de cross in Otegem de eerste kans om revanche te namen.
Een prachtige demonstratie daarvan was de cross van 2014. Wout van Aert was dat jaar de grote favoriet voor het Belgisch kampioenschap bij de beloften. Hij werd bij die wedstrijd echter gediskwalificeerd vanwege een valse start. Een dag later stond hij vol revanchegevoelens aan de start in Otegem. De pas 19-jarige belofte had zoveel bewijsdrang, dat hij bij de herkansingswedstrijd in Otegem alle ervaren topprofs versloeg.

## Kampioenschap van West-Vlaanderen
Er is nog een tweede reden waarom de cross in Otegem een speciale wedstrijd is: de cross geldt ook als het West-Vlaamse kampioenschap veldrijden. Dat houdt in dat per categorie de West-Vlaamse renner die het hoogst eindigt, zich een jaar lang West-Vlaams kampioen mag noemen. Dit is een mooie stimulans voor heel wat West-Vlaamse renners. In 2014 werd Klaas Vantornout, nummer twee uit de wedstrijd van de heren, de kampioen van West-Vlaanderen. In 2015 werd Michael Vanthourenhout, die eveneens tweede werd in de wedstrijd, de kampioen van West-Vlaanderen. Ook in 2016 pakte hij deze titel.

## Erelijst

### Mannen elite
| Datum      | Klassement  | Cat. | Winnaar                                      | Tweede                                       | Derde                                        |
| ---------- | ----------- | ---- | -------------------------------------------- | -------------------------------------------- | -------------------------------------------- |
| 13/01/2025 | Losse cross | C2   | Toon Aerts                                   | Laurens Sweeck                               | Joran Wyseure                                |
| 15/01/2024 | Losse cross | C2   | Eli Iserbyt                                  | Cameron Mason                                | Jente Michels                                |
| 16/01/2023 | Losse cross | C2   | Laurens Sweeck                               | Joran Wyseure                                | Gerben Kuypers                               |
| 10/01/2022 | Losse cross | C2   | Afgelast vanwege de coronapandemie           | Afgelast vanwege de coronapandemie           | Afgelast vanwege de coronapandemie           |
| 11/01/2021 | Losse cross | C2   | Afgelast vanwege de coronapandemie           | Afgelast vanwege de coronapandemie           | Afgelast vanwege de coronapandemie           |
| 13/01/2020 | Losse cross | C2   | Mathieu van der Poel                         | Tim Merlier                                  | Gianni Vermeersch                            |
| 14/01/2019 | Losse cross | C2   | Mathieu van der Poel                         | Wout van Aert                                | Toon Aerts                                   |
| 15/01/2018 | Losse cross | C2   | Mathieu van der Poel                         | Wout van Aert                                | Toon Aerts                                   |
| 09/01/2017 | Losse cross | C2   | Mathieu van der Poel                         | Toon Aerts                                   | Laurens Sweeck                               |
| 11/01/2016 | Losse cross | C2   | Mathieu van der Poel                         | Michael Vanthourenhout                       | Kevin Pauwels                                |
| 12/01/2015 | Losse cross | C2   | Kevin Pauwels                                | Michael Vanthourenhout                       | Rob Peeters                                  |
| 13/01/2014 | Losse cross | C2   | Wout van Aert                                | Klaas Vantornout                             | Rob Peeters                                  |
| 14/01/2013 | Losse cross | C2   | Klaas Vantornout                             | Bart Wellens                                 | Sven Vanthourenhout                          |
| 09/01/2012 | Losse cross | C2   | Kevin Pauwels                                | Sven Vanthourenhout                          | Dieter Vanthourenhout                        |
| 10/01/2011 | Losse cross | –    | Kevin Pauwels                                | Klaas Vantornout                             | Sven Vanthourenhout                          |
| 11/01/2010 | Losse cross | –    | Klaas Vantornout                             | Kevin Pauwels                                | Dieter Vanthourenhout                        |
| 12/01/2009 | Losse cross | –    | Niels Albert                                 | Bart Wellens                                 | Klaas Vantornout                             |
| 07/01/2008 | Losse cross | –    | Sven Nys                                     | Jan Verstraeten                              | Klaas Vantornout                             |
| 08/01/2007 | Losse cross | –    | Sven Nys                                     | Sven Vanthourenhout                          | Jan Verstraeten                              |
| 10/01/2006 | Losse cross | –    | Sven Vanthourenhout                          | Bart Wellens                                 | Sven Nys                                     |
| 10/01/2005 | Losse cross | –    | Sven Vanthourenhout                          | Sven Nys                                     | Tom Vannoppen                                |
| 12/01/2004 | Losse cross | –    | Sven Vanthourenhout                          | Peter Van Santvliet                          | Davy Commeyne                                |
| 13/01/2003 | Losse cross | –    | Bart Wellens                                 | Arne Daelmans                                | Erwin Vervecken                              |
| 07/01/2002 | Losse cross | –    | Erwin Vervecken                              | Mario De Clercq                              | Ben Berden                                   |
| 08/01/2001 | Losse cross | –    | Erwin Vervecken                              | Mario De Clercq                              | Tom Vannoppen                                |
| 10/01/2000 | Losse cross | –    | Bart Wellens                                 | Mario De Clercq                              | Sven Nys                                     |
| 11/01/1999 | Losse cross | C2   | Sven Nys                                     | Mario De Clercq                              | Marc Janssens                                |
| 12/01/1998 | Losse cross | –    | Sven Nys                                     | Erwin Vervecken                              | Peter Van Santvliet                          |
| 13/01/1997 | Losse cross | –    | Marc Janssens                                | Sven Nys                                     | Mario De Clercq                              |
| 1996       | Losse cross | –    | Paul Herygers                                | Marc Janssens                                | Gianni David                                 |
| 1995       | Losse cross |      | Peter Willemsens                             |                                              |                                              |
| 1994       | Losse cross |      | Danny De Bie                                 |                                              |                                              |
| 1993       | Losse cross |      | Axel Moonen                                  |                                              |                                              |
| 1992       | Losse cross |      | Paul De Brauwer                              |                                              |                                              |
| 1991       | Losse cross |      | Johnny Blomme                                |                                              |                                              |
| 1990       | Losse cross |      | Wim Lambrechts                               |                                              |                                              |
| 1989       | Losse cross |      | Paul De Brauwer                              |                                              |                                              |
| 1988       | Losse cross |      | Axel Moonen                                  |                                              |                                              |
| 1987       | Losse cross |      | Danny De Bie                                 |                                              |                                              |
| 1986       | Losse cross |      | Rudy De Bie                                  |                                              |                                              |
| 1985       | Losse cross |      | Paul Herygers                                |                                              |                                              |
| 1984       | Losse cross |      | Paul De Brauwer                              |                                              |                                              |
| 10/01/1983 | Losse cross | –    | Johan Ghyllebert                             | Wilhelmus Brouwers                           | Noël Danneels                                |
| 11/01/1982 | Losse cross | C2   | Johan Ghyllebert                             | Noël Danneels                                | Eric De Bruyne                               |
| 1981       | Losse cross |      | Rein Groenendaal                             |                                              |                                              |
| 07/01/1980 | Losse cross |      | Johan Ghyllebert                             | Jozef Thielemans                             | Joseph Pauwels                               |
| 1979       | Losse cross |      | Afgelast vanwege slechte weersomstandigheden | Afgelast vanwege slechte weersomstandigheden | Afgelast vanwege slechte weersomstandigheden |
| 1978       | Losse cross |      | Leo Arnouds                                  |                                              |                                              |
| 10/01/1977 | Losse cross |      | Marc De Block                                | Gertie Wildeboer                             | Paul De Brauwer                              |
| 12/01/1976 | Losse cross | C2   | André Geirland                               | Jef Thielemans                               | Willy Vermaercke                             |
| 13/01/1975 | Losse cross |      | André Geirland                               | Leo Arnouts                                  | Raymond Talloen                              |
| 07/01/1974 | Losse cross |      | Roger De Vlaeminck                           | Raymond Talloen                              | Jeff Morris                                  |
| 08/01/1973 | Losse cross |      | Robert Vermeire                              | Michel Baele                                 | Michel Pollentier                            |
| 10/01/1972 | Losse cross |      | Albert Van Damme                             | Gerard David                                 | Marc De Block                                |
| 11/01/1971 | Losse cross |      | Albert Van Damme                             | Robert Vermeire                              | Michel Baele                                 |
| 1970       | Losse cross |      | Erik De Vlaeminck                            |                                              |                                              |
| 1969       | Losse cross |      | Albert Van Damme                             |                                              |                                              |

### Vrouwen elite
| Datum      | Klassement  | Cat. | Winnaar                            | Tweede                             | Derde                              |
| ---------- | ----------- | ---- | ---------------------------------- | ---------------------------------- | ---------------------------------- |
| 13/01/2025 | Losse cross | C2   | Sanne Cant                         | Aniek van Alphen                   | Marion Norbert-Riberolle           |
| 15/01/2024 | Losse cross | C2   | Marion Norbert-Riberolle           | Sanne Cant                         | Aniek van Alphen                   |
| 16/01/2023 | Losse cross | C2   | Marion Norbert-Riberolle           | Aniek van Alphen                   | Denise Betsema                     |
| 10/01/2022 | Losse cross | C2   | Afgelast vanwege de coronapandemie | Afgelast vanwege de coronapandemie | Afgelast vanwege de coronapandemie |
| 11/01/2021 | Losse cross | C2   | Afgelast vanwege de coronapandemie | Afgelast vanwege de coronapandemie | Afgelast vanwege de coronapandemie |
| 13/01/2020 | Losse cross | C2   | Alicia Franck                      | Ellen Van Loy                      | Anna Kay                           |
| 14/01/2019 | Losse cross | C2   | Denise Betsema                     | Loes Sels                          | Ceylin del Carmen Alvarado         |
| 15/01/2018 | Losse cross | C2   | Sanne Cant                         | Christine Majerus                  | Ellen Van Loy                      |
| 09/01/2017 | Losse cross | C2   | Christine Majerus                  | Sophie de Boer                     | Ellen Van Loy                      |
| 11/01/2016 | Losse cross | C2   | Jolien Verschueren                 | Christine Majerus                  | Ellen Van Loy                      |
| 12/01/2015 | Losse cross | C2   | Sanne Cant                         | Michael Vanthourenhout             | Jolien Verschueren                 |
| 13/01/2014 | Losse cross | C2   | Helen Wyman                        | Sanne Cant                         | Sophie de Boer                     |
| 14/01/2013 | Losse cross | C2   | Marianne Vos                       | Pavla Havlíková                    | Ellen Van Loy                      |